# Braffais
Braffais település Franciaországban, Manche megyében. Lakosainak száma 192 fő (2013). Braffais La Chaise-Baudouin, Plomb és Tirepied községekkel határos.

## Népesség
A település népességének változása:
| Lakosok száma | 275  | 244  | 225  | 212  | 181  | 163  | 173  | 181  | 193  | 192  |
|               | 1962 | 1968 | 1975 | 1982 | 1990 | 1999 | 2006 | 2008 | 2011 | 2013 |